# Fusinus harfordii
Fusinus harfordii är en snäckart som först beskrevs av Robert Edwards Carter Stearns 1871.  Fusinus harfordii ingår i släktet Fusinus och familjen Fasciolariidae. Inga underarter finns listade i Catalogue of Life.